# Wereldkampioenschap superbike van Oschersleben 2002
Het wereldkampioenschap superbike van Oschersleben 2002 was de elfde ronde van het wereldkampioenschap superbike en de tiende ronde van het wereldkampioenschap Supersport 2002. De races werden verreden op 1 september 2002 op de Motorsport Arena Oschersleben nabij Oschersleben, Duitsland.

## Superbike

### Race 1
| Pos | Nr  | Rijder               | Constructeur | Rondes | Tijd                | Grid | Punten |
| --- | --- | -------------------- | ------------ | ------ | ------------------- | ---- | ------ |
| 1   | 2   | Colin Edwards        | Honda        | 28     | 40:55.744           | 2    | 25     |
| 2   | 1   | Troy Bayliss         | Ducati       | 28     | +1.741              | 6    | 20     |
| 3   | 100 | Neil Hodgson         | Ducati       | 28     | +4.317              | 1    | 16     |
| 4   | 155 | Ben Bostrom          | Ducati       | 28     | +23.715             | 3    | 13     |
| 5   | 7   | Pierfrancesco Chili  | Ducati       | 28     | +26.523             | 7    | 11     |
| 6   | 52  | James Toseland       | Ducati       | 28     | +30.228             | 8    | 10     |
| 7   | 41  | Noriyuki Haga        | Aprilia      | 28     | +30.358             | 5    | 9      |
| 8   | 10  | Gregorio Lavilla     | Suzuki       | 28     | +42.526             | 9    | 8      |
| 9   | 9   | Chris Walker         | Kawasaki     | 28     | +42.727             | 10   | 7      |
| 10  | 12  | Broc Parkes          | Ducati       | 28     | +48.833             | 12   | 6      |
| 11  | 14  | Hitoyasu Izutsu      | Kawasaki     | 28     | +59.381             | 18   | 5      |
| 12  | 6   | Peter Goddard        | Benelli      | 28     | +1:22.101           | 19   | 4      |
| 13  | 19  | Lucio Pedercini      | Ducati       | 28     | +1:25.033           | 13   | 3      |
| 14  | 28  | Serafino Foti        | Ducati       | 28     | +1:30.080           | 22   | 2      |
| 15  | 5   | Mark Heckles         | Honda        | 27     | +1 ronde            | 21   | 1      |
| 16  | 46  | Mauro Sanchini       | Kawasaki     | 27     | +1 ronde            | 20   |        |
| 17  | 70  | Yann Gyger           | Honda        | 27     | +1 ronde            | 24   |        |
| 18  | 69  | Thierry Mulot        | Ducati       | 27     | +1 ronde            | 25   |        |
| DNF | 36  | Ivan Clementi        | Kawasaki     | 25     | Uitgevallen         | 23   |        |
| DNF | 11  | Rubén Xaus           | Ducati       | 22     | Ongeluk             | 4    |        |
| DNF | 20  | Marco Borciani       | Ducati       | 21     | Uitgevallen         | 14   |        |
| DNF | 23  | Jiří Mrkývka         | Ducati       | 7      | Uitgevallen         | 26   |        |
| DNF | 30  | Alessandro Antonello | Ducati       | 0      | Ongeluk             | 15   |        |
| DNS | 99  | Steve Martin         | Ducati       | 0      | Niet gestart        | 11   |        |
| DNS | 33  | Juan Borja           | Ducati       | 0      | Niet gestart        | 16   |        |
| DNS | 32  | Eric Bostrom         | Kawasaki     | 0      | Niet gestart        |      |        |
| DNQ | 40  | Giuliano Sartoni     | Ducati       | 0      | Niet gekwalificeerd |      |        |
| DNQ | 123 | Teodor Myszkowski    | Yamaha       | 0      | Niet gekwalificeerd |      |        |

### Race 2
| Pos | Nr  | Rijder               | Constructeur | Rondes | Tijd                | Grid | Punten |
| --- | --- | -------------------- | ------------ | ------ | ------------------- | ---- | ------ |
| 1   | 2   | Colin Edwards        | Honda        | 28     | 40:56.724           | 2    | 25     |
| 2   | 1   | Troy Bayliss         | Ducati       | 28     | +3.861              | 6    | 20     |
| 3   | 100 | Neil Hodgson         | Ducati       | 28     | +7.023              | 1    | 16     |
| 4   | 41  | Noriyuki Haga        | Aprilia      | 28     | +8.297              | 5    | 13     |
| 5   | 11  | Rubén Xaus           | Ducati       | 28     | +12.175             | 4    | 11     |
| 6   | 155 | Ben Bostrom          | Ducati       | 28     | +26.149             | 3    | 10     |
| 7   | 7   | Pierfrancesco Chili  | Ducati       | 28     | +31.145             | 7    | 9      |
| 8   | 52  | James Toseland       | Ducati       | 28     | +32.391             | 8    | 8      |
| 9   | 10  | Gregorio Lavilla     | Suzuki       | 28     | +45.277             | 9    | 7      |
| 10  | 12  | Broc Parkes          | Ducati       | 28     | +1:01.786           | 12   | 6      |
| 11  | 20  | Marco Borciani       | Ducati       | 28     | +1:14.784           | 14   | 5      |
| 12  | 19  | Lucio Pedercini      | Ducati       | 28     | +1:19.512           | 13   | 4      |
| 13  | 36  | Ivan Clementi        | Kawasaki     | 28     | +1:29.806           | 23   | 3      |
| 14  | 46  | Mauro Sanchini       | Kawasaki     | 27     | +1 ronde            | 20   | 2      |
| 15  | 9   | Chris Walker         | Kawasaki     | 27     | +1 ronde            | 10   | 1      |
| 16  | 5   | Mark Heckles         | Honda        | 27     | +1 ronde            | 21   |        |
| 17  | 69  | Thierry Mulot        | Ducati       | 27     | +1 ronde            | 25   |        |
| DNF | 28  | Serafino Foti        | Ducati       | 24     | Uitgevallen         | 22   |        |
| DNF | 6   | Peter Goddard        | Benelli      | 21     | Uitgevallen         | 19   |        |
| DNF | 14  | Hitoyasu Izutsu      | Kawasaki     | 21     | Uitgevallen         | 18   |        |
| DNF | 23  | Jiří Mrkývka         | Ducati       | 9      | Uitgevallen         | 26   |        |
| DNF | 70  | Yann Gyger           | Honda        | 6      | Uitgevallen         | 24   |        |
| DNF | 30  | Alessandro Antonello | Ducati       | 2      | Uitgevallen         | 15   |        |
| DNS | 99  | Steve Martin         | Ducati       | 0      | Niet gestart        | 11   |        |
| DNS | 33  | Juan Borja           | Ducati       | 0      | Niet gestart        | 16   |        |
| DNS | 32  | Eric Bostrom         | Kawasaki     | 0      | Niet gestart        |      |        |
| DNQ | 40  | Giuliano Sartoni     | Ducati       | 0      | Niet gekwalificeerd |      |        |
| DNQ | 123 | Teodor Myszkowski    | Yamaha       | 0      | Niet gekwalificeerd |      |        |

## Supersport
Stefano Cruciani werd gediskwalificeerd omdat zijn motorfiets niet aan de technische reglementen voldeed.
| Pos | Nr  | Rijder                | Constructeur | Rondes | Tijd              | Grid | Punten |
| --- | --- | --------------------- | ------------ | ------ | ----------------- | ---- | ------ |
| 1   | 2   | Paolo Casoli          | Yamaha       | 28     | 42:42.079         | 12   | 25     |
| 2   | 12  | Stéphane Chambon      | Suzuki       | 28     | +0.085            | 3    | 20     |
| 3   | 37  | Katsuaki Fujiwara     | Suzuki       | 28     | +0.921            | 1    | 16     |
| 4   | 1   | Andrew Pitt           | Kawasaki     | 28     | +6.292            | 9    | 13     |
| 5   | 5   | Kevin Curtain         | Yamaha       | 28     | +7.499            | 15   | 11     |
| 6   | 99  | Fabien Foret          | Honda        | 28     | +25.076           | 2    | 10     |
| 7   | 94  | Jan Hanson            | Honda        | 28     | +26.871           | 13   | 9      |
| 8   | 15  | Alessio Corradi       | Yamaha       | 28     | +26.913           | 18   | 8      |
| 9   | 8   | James Ellison         | Kawasaki     | 28     | +49.239           | 22   | 7      |
| 10  | 85  | Jürgen Oelschläger    | Honda        | 28     | +49.512           | 23   | 6      |
| 11  | 45  | Laurent Brian         | Honda        | 28     | +50.589           | 30   | 5      |
| 12  | 42  | Matthieu Lagrive      | Yamaha       | 28     | +51.331           | 24   | 4      |
| 13  | 116 | Sébastien Charpentier | Honda        | 28     | +51.711           | 17   | 3      |
| 14  | 10  | John McGuinness       | Honda        | 28     | +1:04.185         | 29   | 2      |
| 15  | 16  | Gianluca Nannelli     | Ducati       | 28     | +1:14.717         | 26   | 1      |
| 16  | 64  | Claudio Cipriani      | Yamaha       | 28     | +1:26.608         | 31   |        |
| DNF | 17  | Chris Vermeulen       | Honda        | 26     | Uitgevallen       | 5    |        |
| DNF | 91  | Christian Kellner     | Yamaha       | 20     | Ongeluk           | 4    |        |
| DNF | 98  | Michael Schulten      | Yamaha       | 19     | Uitgevallen       | 14   |        |
| DNF | 7   | Karl Muggeridge       | Honda        | 10     | Ongeluk           | 8    |        |
| DNF | 81  | Robert Ulm            | Yamaha       | 9      | Ongeluk           | 10   |        |
| DNF | 33  | Rob Frost             | Yamaha       | 5      | Ongeluk           | 25   |        |
| DNF | 71  | Werner Daemen         | Honda        | 3      | Ongeluk           | 16   |        |
| DNF | 44  | Antonio Carlacci      | Yamaha       | 3      | Ongeluk           | 19   |        |
| DNF | 11  | Piergiorgio Bontempi  | Ducati       | 3      | Ongeluk           | 20   |        |
| DNF | 9   | Iain MacPherson       | Honda        | 0      | Ongeluk           | 6    |        |
| DNF | 13  | Christophe Cogan      | Honda        | 0      | Ongeluk           | 7    |        |
| DNF | 3   | Jörg Teuchert         | Yamaha       | 0      | Ongeluk           | 11   |        |
| DNF | 26  | Rico Penzkofer        | Ducati       | 0      | Ongeluk           | 28   |        |
| DSQ | 20  | Stefano Cruciani      | Yamaha       | 28     | Gediskwalificeerd | 21   |        |
| DNS | 24  | Gianluigi Scalvini    | Yamaha       | 0      | Niet gestart      | 27   |        |

## Tussenstanden na wedstrijd

### Superbike
| Pos | Nr  | Rijder        | Team    | Punten |
| --- | --- | ------------- | ------- | ------ |
| 1   | 1   | Troy Bayliss  | Ducati  | 481    |
| 2   | 2   | Colin Edwards | Honda   | 452    |
| 3   | 100 | Neil Hodgson  | Ducati  | 289    |
| 4   | 155 | Ben Bostrom   | Ducati  | 229    |
| 5   | 41  | Noriyuki Haga | Aprilia | 228    |

### Supersport
| Pos | Nr | Rijder            | Team     | Punten |
| --- | -- | ----------------- | -------- | ------ |
| 1   | 99 | Fabien Foret      | Honda    | 148    |
| 2   | 37 | Katsuaki Fujiwara | Suzuki   | 145    |
| 3   | 12 | Stéphane Chambon  | Suzuki   | 135    |
| 4   | 1  | Andrew Pitt       | Kawasaki | 126    |
| 5   | 2  | Paolo Casoli      | Yamaha   | 112    |

1997 · 2000 · 2001 · 2002 · 2003 · 2004